# Haunetal
Haunetal est une municipalité allemande située dans le land de la Hesse et l'arrondissement de Hersfeld-Rotenburg.

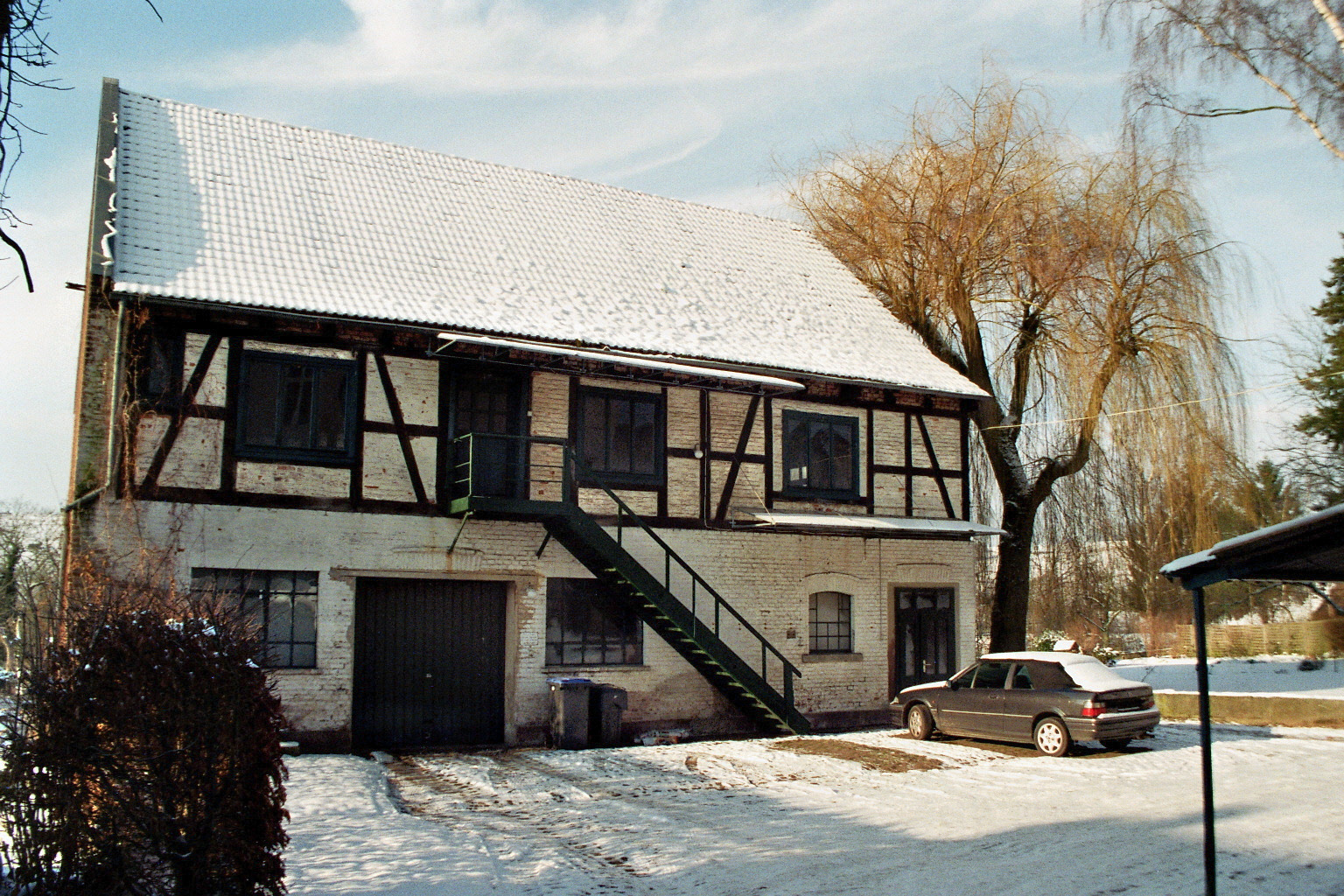
L'atelier de Konrad Zuse à Neukirchen (hiver 2009-2010).